# Бєлоусов Ігор Сергійович
Ігор Сергійович Бєлоусов (нар. 15 січня 1928, місто Ленінград, тепер місто Санкт-Петербург, Росія — 10 лютого 2005, місто Москва) — радянський державний діяч, міністр суднобудівної промисловості СРСР, заступник голови Ради міністрів СРСР. Член ЦК КПРС у 1986—1990 роках. Депутат Верховної Ради СРСР 11-го скликання. Герой Соціалістичної Праці (4.12.1974).

## Життєпис
У 1952 році закінчив Ленінградський кораблебудівний інститут.
У 1952—1956 роках — майстер, старший майстер, старший інженер-технолог, заступник начальника цеху Балтійського суднобудівного заводу імені Серго Орджонікідзе в Ленінграді.
Член КПРС з 1955 року.
У 1956—1957 роках — секретар комітету ВЛКСМ, у 1957—1961 роках — начальник складально-зварювального цеху, у 1961—1963 роках — начальник виробничо-диспетчерського відділу, у 1963—1967 роках — головний інженер Балтійського суднобудівного заводу імені Серго Орджонікідзе в Ленінграді.
У 1967—1969 роках — головний інженер Адміралтейського заводу в Ленінграді.
У 1969—1976 роках — заступник міністра суднобудівної промисловості СРСР.
Указом Президії Верховної Ради СРСР («закритим») від 4 грудня 1974 року Бєлоусову Ігорю Сергійовичу присвоєно звання Героя Соціалістичної Праці з врученням ордена Леніна і золотої медалі «Серп і Молот».
У 1976—1984 роках — 1-й заступник міністра суднобудівної промисловості СРСР.
9 січня 1984 — 12 лютого 1988 року — міністр суднобудівної промисловості СРСР.
12 лютого 1988 — 26 грудня 1990 року — заступник голови Ради міністрів СРСР — голова Державної комісії РМ СРСР з військово-промислових питань.
З 26 грудня 1990 року — персональний пенсіонер союзного значення в Москві.
У 1991—1993 роках — радник державного консорціуму «Екопром». У 1993 році — віце-президент судноплавної компанії «Аква-Вест». У 2000—2005 роках — головний радник — керівник групи радників ФДОП «Рособоронекспорт». Віце-президент Російського союзу промисловців і підприємців.
Помер 10 лютого 2005 року. Похований в Москві на Новодівочому кладовищі.

## Нагороди і звання
- Герой Соціалістичної Праці (4.12.1974)
- три ордени Леніна (4.12.1974, 10.03.1981, 14.01.1988)
- два ордени Трудового Червоного Прапора (25.07.1966, 6.04.1970)
- орден «Знак Пошани» (12.05.1956)
- Ленінська премія (1984)
- Державна премія СРСР (1969)
- медалі